# Ghejdar
Ghejdar (perski: قيدار) – miasto w Iranie, w ostanie Zandżan. W 2006 roku  liczyło 25 525 mieszkańców w 6253 rodzinach.